# Catopsis subulata
Catopsis subulata är en gräsväxtart som beskrevs av Lyman Bradford Smith. Catopsis subulata ingår i släktet Catopsis och familjen Bromeliaceae. Inga underarter finns listade i Catalogue of Life.